# Фастенко Євдокія Іванівна
Євдокі́я Іва́нівна Фастенко (нар. 1 квітня 1939, село Орлівщина, тепер Новомосковського району Дніпропетровської області) — українська радянська діячка, швачка Дніпропетровського виробничого об'єднання взуттєвих підприємств. Депутат Верховної Ради УРСР 8—9-го скликань. Заслужений працівник промисловості України (1994).

## Біографія
Освіта середня.
З 1954 року — швачка Дніпропетровського виробничого об'єднання взуттєвих підприємств, начальник цеху Дніпропетровського акціонерного товариства «Оріль».
Потім — на пенсії у місті Дніпропетровську.

## Нагороди
- ордени
- медалі